# Кайинди (Мугалжарський район)
Кайинди́ (каз. Қайыңды) — село у складі Мугалжарського району Актюбінської області Казахстану. Адміністративний центр Кайиндинського сільського округу.
У радянські часи село називалось Новогоднє.
Населення — 670 осіб (2021; 723 у 2009, 991 у 1999, 453 у 1989).